# Jochen Klepper
Jochen Klepper (Beuthen an der Oder (Bytom Odrzańesquí), Silesia, Alemania, 22 de marzo de 1903-Berlín, Alemania, 11 de diciembre de 1942) fue un teólogo, escritor, poeta y periodista alemán.

## Vida
Klepper era hijo de un ministro luterano. Si bien estudió teología en la Universidad de Breslau, terminó como periodista radiofónico en Berlín antes de ser expulsado por el Partido Nazi por su matrimonio con Johanna Stein, una judía viuda con dos hijas. Fue despedido de su trabajo en la Radio de Berlín (Berliner Funk) en junio de 1933 y después también de Ullstein Casa Editorial en septiembre de 1935. Uno de sus libros consistió en escritos favorables al rey de Prusia y las diferencias con el régimen posterior. Si bien este libro obtuvo mucho éxito, perdió su licencia para publicar sus trabajos sobre el cristianismo en marzo de 1937. Apeló su caso a Joseph Goebbels.
Desde diciembre de 1935 escribió para el periódico «Papeles Blancos» (Weisse Blätter) de Karl Ludwig Freiherr von und zu Guttenberg.
En diciembre de 1940, fue reclutado por el Ejército alemán — seguramente por equivocación, dado que los ciudadanos casados con judías no podían servir en el ejército y a pesar de que su mujer había sido bautizada y se habían casado por la religión católica en 1938. Aunque Klepper jamás estuvio en el frente, formó parte de las unidades de intendencia alemanas en Bulgaria, Polonia y Rusia antes de conseguir una licencia en 1942 para cuidar a su esposa.
El 11 de diciembre de 1942, después de que la solicitud de visado para la segunda hija del matrimonio fuera rechazada por Adolf Eichmann, los tres se suicidaron - Jochen escribió en su diario personal justo la noche antes de morir la siguiente reseña: Esta noche morimos juntos. Justo encima de nosotros y en nuestros últimos momentos se encuentra la imagen de Cristo, que nos envuelve. Ante esta imagen terminamos con nuestra vida. Después de su muerte, su diario personal fue recuperado por la hermana de Jochen, Hildegard, y utilizado en el juicio contra Adolf Eichmann.

## Diario personal
El libro In the Shadow of Your Wings fue publicado en 1956 con una selección de escritos de los diarios privados de Klepper.
Klepper escribió muchos himnos religiosos para el culto que hoy en día siguen figurando en cantorales evangélicos.